# Eclissi solare del 1º luglio 2057
L'Eclissi solare del 1º luglio 2057 , di tipo anulare, è un evento astronomico che avrà luogo il suddetto giorno attorno alle ore 23:40 UTC.
L'eclissi avrà un'ampiezza massima di 298 chilometri e una durata di 4 minuti e 23 secondi.

## Eclissi correlate

### Eclissi solari 2054 - 2058
Questa eclissi è un membro di una serie semestrale. Un'eclissi in una serie semestrale di eclissi solari si ripete approssimativamente ogni 177 giorni e 4 ore (un semestre) in nodi alternati dell'orbita della Luna.

### Ciclo di Saros 147
L'evento fa parte del ciclo di Saros 147, che si ripete ogni 18 anni e 11 giorni circa, comprendente 80 eventi. La serie è iniziata con un'eclissi solare parziale il 12 ottobre 1624. Comprende eclissi anulari dal 31 maggio 2003 al 31 luglio 2706. Non ci sono eclissi totali in questa serie. La serie termina al membro 80 con un un'eclissi parziale il 24 febbraio 3049. L'eclissi anulare più lunga sarà il 21 novembre 2291, a 9 minuti e 41 secondi.